# Brandon Perea
Brandon Perea, född 25 maj 1995 i Chicago, är en amerikansk skådespelare.
Perea har bland annat medverkat i TV-serien The OA. Han har även medverkat i filmerna Nope och Twisters.

## Filmografi (i urval)
- 2016–2018 – The OA (TV-serie)
- 2022 – Nope
- 2024 – Twisters
- 2025 – A Big Bold Beautiful Journey